# Manfred Bischoff (Ingenieur)
Manfred Bischoff (* 25. April 1968 in Freudenstadt) ist ein deutscher Bauingenieur und Hochschullehrer für Baustatik an der Universität Stuttgart.

## Ausbildung und beruflicher Werdegang
Bischoff studierte nach dem Abitur im Kepler-Gymnasium in Freudenstadt und Wehrdienst von 1988 bis 1993 Bauingenieurwesen an der Universität Stuttgart, war ab 1993 wissenschaftlicher Mitarbeiter am Institut für Baustatik und wurde 1999 bei Ekkehard Ramm promoviert (Dissertation: Theorie und Numerik einer dreidimensionalen Schalenformulierung). Als Post-Doktorand war er an der University of California, Berkeley. 2001 wurde er Akademischer Rat und später Oberrat und stellvertretender Lehrstuhlleiter beim Lehrstuhl für Baustatik an der TU München (Lehrstuhl von Kai-Uwe Bletzinger), an dem er sich 2005 habilitierte. Seit 2006 ist er Professor und Leiter des Instituts für Baustatik und Baudynamik (IBB) der Universität Stuttgart als Nachfolger von Ekkehard Ramm. Von 2021 bis 2024 war Bischoff Prorektor für Forschung und Wissenschaftlichen Nachwuchs an der Universität Stuttgart, seit Oktober 2024 ist er dort Prorektor für Forschung und nachhaltige Entwicklung.
2008 bis 2012 war er im Vorstand der German Association for Computational Mechanics (GACM) und seit 2013 im Rat der International Association for Computational Mechanics (IACM), deren Award for Young  Scientists er 2008 erhielt und deren Fellow er 2012 wurde.

## Forschungsgebiete
Bischoff befasst sich mit nichtlinearer Strukturmechanik mit Computerunterstützung, Schalentheorie inklusive Modellierung mit Finiten Elementen (FEM), allgemein mit der Methode FEM, nichtlinearer Stabilitätsanalyse mit Pfadverfolgung, Strukturoptimierung, Problemen über mehrere Skalen und Felder, Kontaktproblemen, Biomimetik und adaptiven Tragwerken.
Er ist seit 2014 in der Leitung des Sonderforschungsbereichs (SFB) Biological Design and Integrative Structures und seit 2017 in dem SFB Adaptive Hüllen und Strukturen für die gebaute Umwelt von morgen.

## Schriften (Auswahl)
- mit E. Ramm, M. Braun: Higher order nonlinear shell formulations–a step back into three dimensions, in: From Finite Elements to the Troll Platform, Dept. of Structural Engineering, Norwegian Institute of Technology, Trondheim 1994
- mit M. Braun, E. Ramm: Nonlinear shell formulations for complete three-dimensional constitutive laws including composites and laminates, Computational Mechanics, Band 15, 1994, S. 1–18
- mit E. Ramm: Shear deformable shell elements for large strains and rotations, International Journal for Numerical Methods in Engineering, Band 40, 1997, S. 4427–4449
- Theorie und Numerik einer dreidimensionalen Schalenformulierung, Bericht Nr. 30, Institut für Baustatik, Universität Stuttgart, 1999 (=Dissertation)
- mit D. P. Mok, W. A. Wall, E. Ramm: Algorithmic aspects of deformation dependent loads in non-linear static finite element analysis, Engineering Computations, Band 16, 1999, S. 601–618
- mit E. Ramm, D. Braess: A class of equivalent enhanced assumed strain and hybrid stress finite elements, Computational Mechanics, Band 22, 1999, S. 443–449
- mit E. Ramm: On the physical significance of higher order kinematic and static variables in a three-dimensional shell formulation, International Journal of Solids and Structures, Band 37, 2000, S. 6933–6960
- mit K.-U. Bletzinger, E. Ramm: A unified approach for shear-locking-free triangular and rectangular shell finite elements, Computers & Structures, Band 75, 2000, S. 321–334
- mit W. A. Wall, E. Ramm: A deformation dependent stabilization technique, exemplified by EAS elements at large strains, Computer Methods in Applied Mechanics and Engineering, Band 188, 2000, S. 859–871
- mit K.-U. Bletzinger: Stabilized DSG plate and shell elements, in: Trends in computational structural mechanics, 2001
- mit F. Koschnick, N. Camprubi, K.-U. Bletzinger: The discrete strain gap method and membrane locking, Computer Methods in Applied Mechanics and Engineering, Band 194, 2005, S. 2444–2463
- mit R. Echter: Numerical efficiency, locking and unlocking of NURBS finite elements, Computer Methods in Applied Mechanics and Engineering, Band 199, 2010, S. 374–382
- mit T. Cichosz: Consistent treatment of boundaries with mortar contact formulations using dual Lagrange multipliers, Computer Methods in Applied Mechanics and Engineering, Band 200, 2011, S. 1317–1332
- mit A. Tkachuk: Variational methods for selective mass scaling, Computational Mechanics, Band 52, 2013, S. 563–570
- mit M. E. Matzen, T. Cichosz: A point to segment contact formulation for isogeometric, NURBS based finite elements, Computer Methods in Applied Mechanics and Engineering, Band 255, 2013, S. 27–39
- mit R. Echter, B. Oesterle: A hierarchic family of isogeometric shell finite elements, Computer Methods in Applied Mechanics and Engineering, Band 254, 2013, S. 170–180
- mit B. Oesterle, E. Ramm: A shear deformable, rotation-free isogeometric shell formulation, Computer Methods in Applied Mechanics and Engineering, Band 307, 2016, S. 235–255
- mit E. Ramm, J. Irslinger: Models and finite elements for thin-walled structures, ion: Encyclopedia of Computational Mechanics, 2. Auflage, 2018, S. 1–86